# Demon: The Fallen
Demon: The Fallen (deutscher Titel Dämon: Die Gefallenen) ist ein Pen-&-Paper-Rollenspiel, das in der fiktiven Spielwelt „Welt der Dunkelheit“ (engl. World of Darkness) angesiedelt ist. Die Reihe erschien beim US-amerikanischen Verlag White Wolf. Von Feder und Schwert wurden das Grundbuch als Übersetzung veröffentlicht. 
Das Spiel entstammt der „classic World of Darkness“ und behandelt den Mythos um gefallene Engel. Innerhalb der „new World of Darkness“ behandelt die Spielserie „Demon: The Descent“ ein vergleichbares Thema.

## Hintergrund in der Spielwelt
Das Spiel etabliert den Hintergrund, dass Engel die Welt in Gottes Auftrag erschufen, wobei diese Schöpfung auf verschiedensten Existenzebenen parallel vonstattenging. Am Ende dieser Schöpfung stand jedoch ein Aufstand der Engel, der durch die Verbannung der Aufständischen in einen Bereich außerhalb der Schöpfung beendet wurde. Ein Teil der Geisterwelt, der Abyss (zu Deutsch: Abgrund) genannt wird, ist innerhalb der Schöpfung die Repräsentation dieses „außerhalb“. Einzig Luzifer entging der Verbannung, aus ungeklärtem Grund, und wandelte seither auf Erden. In den frühen Tagen der Schöpfung gelang es ihm, z. T. durch menschliche Helfer, auch seine ehemaligen Getreuen aus dem Abyss in die Welt zu beschwören, doch es stellte sich heraus, dass diese durch die Gefangenschaft im Abyss wahnsinnig geworden waren. Luzifer führte daher irgendwann keine weiteren Beschwörungen durch. Die Wesen die in jener Zeit bereits auf die Erde beschworen wurden, werden als Earthbound (zu Deutsch: Erdgebundene) bezeichnet. Demon: The Fallen etabliert hierdurch eine Rückwirkende Kontinuität (Retcon), dass Dämonen, wie sie in früheren Büchern zu anderen Spielreihen innerhalb des gemeinsamen Universums vorkamen, solche Earthbound sind.
Über viele Jahrtausende geschah nichts, was für die Engel von Bedeutung war, und die Welt entwickelte sich, wie in den Quellenmaterialien der anderen Spielserien beschrieben. Ähnlich wie die Jäger aus dem Spiel Hunter: The Reckoning oder die neuen Mumien aus dem Spiel Mummy: The Resurrection durch bestimmte Auslöser innerhalb der fortschreitenden Kontinuität der Spielwelt erst mit dem Erscheinen der jeweiligen Spielserie in der Welt neu entstehen, ist auch die Rückkehr der Engel ein Ereignis, das erst seit relativ kurzer Zeit in der Spielwelt vorkommt. Auslöser ist dabei das bevorstehende Ende der Welt, das in anderen Spielserien bereits etablierter Mythos ist. Dieser Umstand schwächt das Abyss und führt zu Rissen, die es den Schwächsten und daher Kleinsten der Engel erlauben, in die Schöpfung zurückzukehren.
Diese gefallenen Engel verschmelzen nun mit menschlichen Körpern und bilden die Spielercharaktere, die in Demon: The Fallen dargestellt werden. Dabei können diese Dämonen unterschiedlichste Ziele haben, wie der Versuch, ihre Schuld an dem Aufstand gegen Gott zu sühnen, oder sich das zu nehmen, was sie rechtmäßig als ihres sehen.

### Romane
Zu der Spielserie erschien ein Roman, der jedoch nicht in deutscher Sprache veröffentlicht wurde.
- Demon: Lucifer’s Shadow (WW11904 / 2002 / ISBN 1-58846-824-0)

### Spielregeln
Hier ist nur das Grundregelwerk aufgeführt, das ins Deutsche übertragen wurden. Für eine komplette Liste der englischen Bücher siehe Demon: The Fallen#List of published Books in der englischen Wikipedia.
| Deutsch (Feder & Schwert) | Deutsch (Feder & Schwert) | Deutsch (Feder & Schwert) | Englisch (White Wolf) | Englisch (White Wolf) | Englisch (White Wolf) |
| Name                      | Jahr                      | ISBN                      | Name                  | Jahr                  | ISBN                  |
| ------------------------- | ------------------------- | ------------------------- | --------------------- | --------------------- | --------------------- |
| Dämon: Die Gefallenen     | 2003                      | ISBN 3-93528-291-5        | Demon: The Fallen     | 2001                  | ISBN 1-58846-750-3    |
| Tage des Feuers           | 2004                      | ISBN 3-93528-296-6        | Days of Fire          | 2003                  | ISBN 1-58846-762-7    |